# Бельгия на летних Олимпийских играх 1980
Спортсмены Королевства Бельгия принимали участие в летних Олимпийских играх 1980 года в 17-й раз за свою историю и завоевали одну медаль. Несмотря на бойкот Олимпиады некоторыми странами Западной Европы, Бельгия делегировала 59 олимпийцев (43 мужчины и 16 женщин) в 10 видах спорта. Сборная страны на открытии и закрытии Игр шла под олимпийским флагом (знамя нёс волонтёр).
Единственную медаль Бельгии принёс 26-летний дзюдоист Роберт Ван де Валле, победивший в категории до 95 кг. Бельгийцы выиграли олимпийское золото впервые с летних Игр 1964 года в Токио.

## Медалисты
| Медаль | Спортсмен           | Вид спорта | Дисциплина        |
| ------ | ------------------- | ---------- | ----------------- |
| Золото | Роберт ван де Валле | Дзюдо      | Мужчины, до 95 кг |